# Haplopeza
Haplopeza is een geslacht van kevers uit de familie van de loopkevers (Carabidae). De wetenschappelijke naam van het geslacht is voor het eerst geldig gepubliceerd in 1848 door Carl Henrik Boheman.

## Soorten
Het geslacht Haplopeza omvat de volgende soorten:
- Haplopeza bicolor Burgeon, 1937
- Haplopeza umtalia Barker, 1919
- Haplopeza violacea Boheman, 1848